# Брум, Бальтасар
Бальтасар Брум Родригес (исп. Baltasar Brum Rodrígues, 18 июня 1883, Артигас, Уругвай — 31 марта 1933, Монтевидео, Уругвай) — уругвайский государственный деятель, президент Уругвая (1919—1923).

## Биография
Брат Альфео Брума (1898—1972), вице-президента Уругвая в 1947-1952 годах.
Учился в Политехническом институте Сальто, затем изучал юриспруденцию в Монтевидео, получив в 1909 г. статус адвоката. В период обучения Сальто проявил себя как студенческий лидер, затем занимался преподавательской деятельностью и журналистикой. Соратник Хосе Батлье-и-Ордоньеса.
- 1913—1915 гг. — министр народного просвещения при его президентстве, одновременно в 1914—1915 гг. — министр иностранных дел,
- 1915—1916 гг. — министр внутренних дел,
- 1916—1919 гг. — министр иностранных дел при президенте Фелисиано Виера. В период Первой мировой войны страна официально придерживаюсь нейтралитета, в то же время в СМИ развернулась мощная ангтигерманская кампания. После вступления в 1917 г. в войну США она заметно усилилась, когда же в Монтевидео прибыла американская военная эскадра во главе с адмиралом Джеймсом Капертоном, то уже через несколько недель, в октябре 1917 г., правительство Уругвая реквизировало восемь немецких судов, которые якобы перевозили нитраты и другие компоненты для изготовления взрывчатых веществ (суда были впоследствии переданы как контрибуция союзникам). Одновременно Уругвай разорвал дипломатические отношения с Германией. В 1918 г. он посетил с официальным визитом США. Входил в состав комиссии по пересмотру Конституции Уругвая (апрель-июнь 1917 г.), в частности, изменившей название на Восточную Республику.

В 1919—1923 гг. — президент Уругвая. Его президентство прошло в общих чертах в рамках политической и экономической стабильности, в то же время сохранялись политические разногласия внутри правящей партии «Колорадо». Вступив в должность в возрасте 35 лет он символизировал для многих из его сторонников новую страну, которая зарождалась через принятие новой Конституции и реформы в социальном законодательстве и образовании. В частности, было введено бесплатное и обязательнее начальное образование, создана сеть публичных библиотек и началось распределение бесплатных продуктов питания среди безработных и обездоленных.
В должности президента выдвинул альтернативную «доктрине Монро» «доктрину Брума» (1920) — проект «Лиги американских стран», призванной объединить все латиноамериканские страны и США на случай агрессии со стороны неамериканских государств, но так и не реализованной из-за несогласия Вашингтона.
В 1923—1929 гг. занимал должность крупного печатного издания «День» (El Día), в 1927—1928 гг. возглавлял Ипотечный банк Уругвая.
При этом он продолжил участвовать во внутрипартийной борьбе и в 1931 г. вошел в Совет Национальной администрации. 31 марта 1933 г. в знак протеста против установленной Габриэлем Террой диктатуры покончил с собой, застрелившись прямо посреди улицы в Монтевидео со словами «Да здравствует свобода! Да здравствует Батлье!».
Был автором многих известных публикаций и монографий. Среди них: «Доктрина абсолютного арбитража» (1915), «Мир Америки» (1923) и «Права человека. Женщины» (1923).